# Площа Героїв Майдану (Дніпро)
Пло́ща Геро́їв Майда́ну — центральна площа міста Дніпро. Розташована на проспекті Дмитра Яворницького.
Площа облаштована вимощенням бульваром проспекту Яворницького і південним відступом углиб від червоної лінії проспекту, що утворює 140х140 метрів площу. Площа відкрита візуальним зв'язком на північний схід на Дніпро, через майдан між проспектом Яворницького у Центральною вулицею, між торговими будівлями ЦУМу і Пасажу (70х70 метрів квадратом) та Європейським бульваром завширшки у 35 метрів. Завершувати Дніпровську вісь має хмарочос «Брама».

## Історія
На генеральному плані Катеринослава 1817 року, автором якого був шотландець Вільям Гесте, було передбачено цю площу. До 1855 року площа називалася Привозною, а з побудовою Троїцького собору стала називатися Троїцькою. Базарна площа займала три сучасних квартали поділеними проспектом Дмитра Яворницького між Центральною, Липинського, Січових Стрільців, Короленка і Володимира Мономаха вулицями і сучасною Троїцькою площею.
На території Привозної й згодом Троїцької площі розташовувався Нижньо-троїцький базар (вище Великої Базарної вулиці, нині — вулиця Святослава Хороброго) з масивними 2-поверховими торговельними рядами. Східний кут близький до рогу Центральної та Липинського вулиць називався площею Гостинних дворів, в найкращому з яких зупинявся російський поет Олександр Пушкін (вулиця Липинського, 4).
По закінченню німецько-радянської війни, торгові будівлі базару були майже зруйновані. Забудову було вирішено не відновлювати, а навпаки, було знесено руїни торгових рядів, вулицю Червону (тепер Троїцьку), що до цього виходила прямо на проспект Карла Маркса (сучасний — проспект Дмитра Яворницького), було перегороджено, а на звільненій території наприкінці 1950 — початку 1960-х років було сформовано цілісний ансамбль адміністративних будівель в стилі сталінський ампір. Адміністративні будівлі закрили від площі Леніна Троїцький собор й решту площі на півдні від собору, що назвали Червоною площею (нині — Троїцька площа). Головну вісь Троїцької-Європейської вулиць, перпендикулярної до проспекту, перехрестя яких слугувало центром площі, — було перервано будинком Дніпропетровського раднаргоспу.
З головних адміністративних будівель були:
- Будинок Придніпровського Раднаргоспу, згодом Міністерства чорної металургії УРСР;
- Інститут «Придніпровський Промбудпроєкт»;
- Дніпропетровський апеляційний господарський суд;
- ЦУМ;
- Готель «Центральний» (знесений у 2008 році, на його місці побудований ТЦ «Пасаж»).

Тривалий час площа мала назву на честь Леніна, а в центрі площі був йому встановлений пам'ятник. 22 лютого 2014 року Дніпровська міська рада перейменувала площу на честь героїв Євромайдану. Остаточно рішення набуло чинності 25 травня 2014 року.

## Світлини

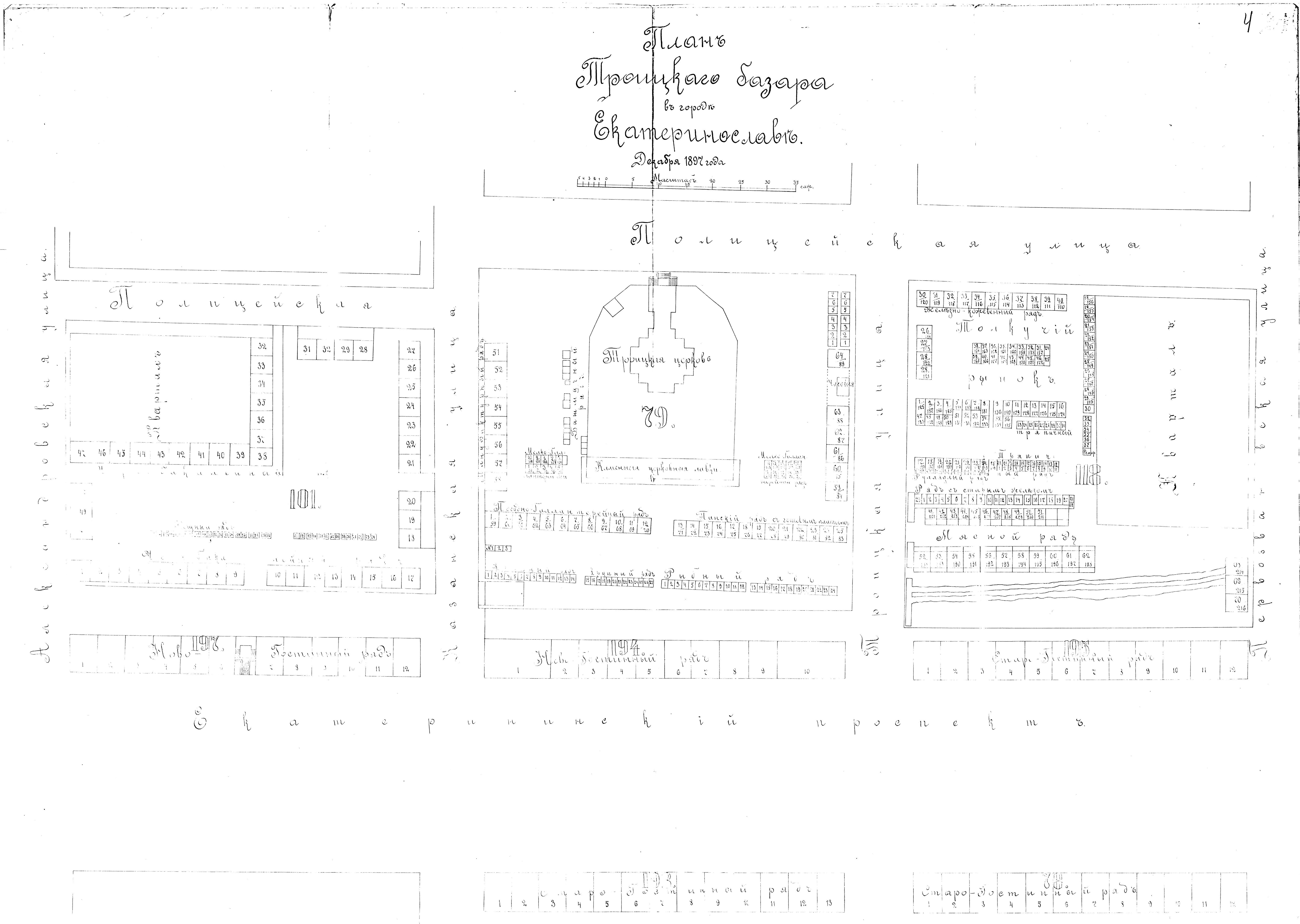
План Троїцького базару Катеринослава (грудень 1897 р.)
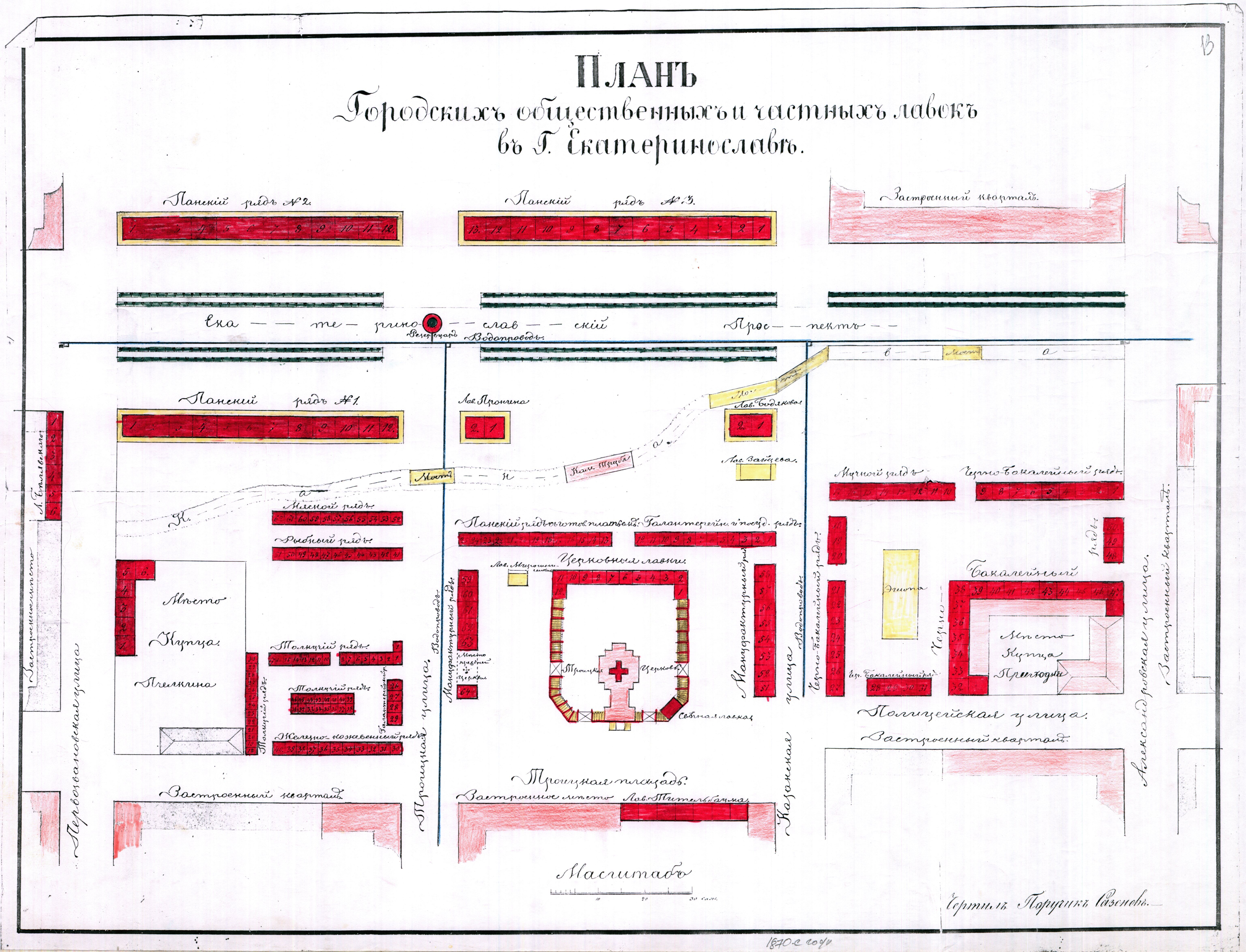
План міських громадських і приватник лавок у місті Катеринославі Троїцького базару
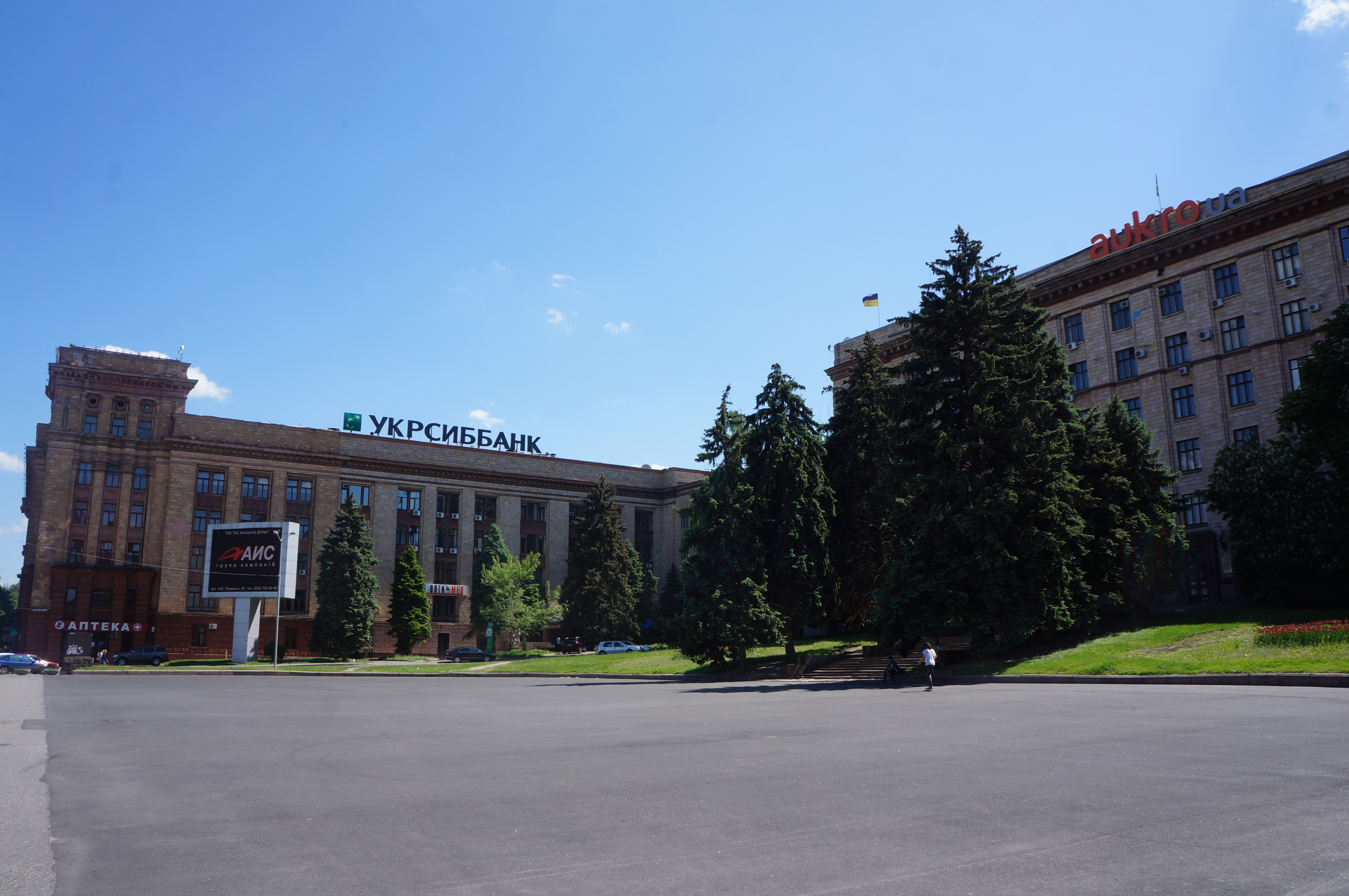
Південний кут Героїв майдану, у східному корпусі Будинку Рад (проспект Яворницького, 57) розташовувалися радянські проєктні інститути
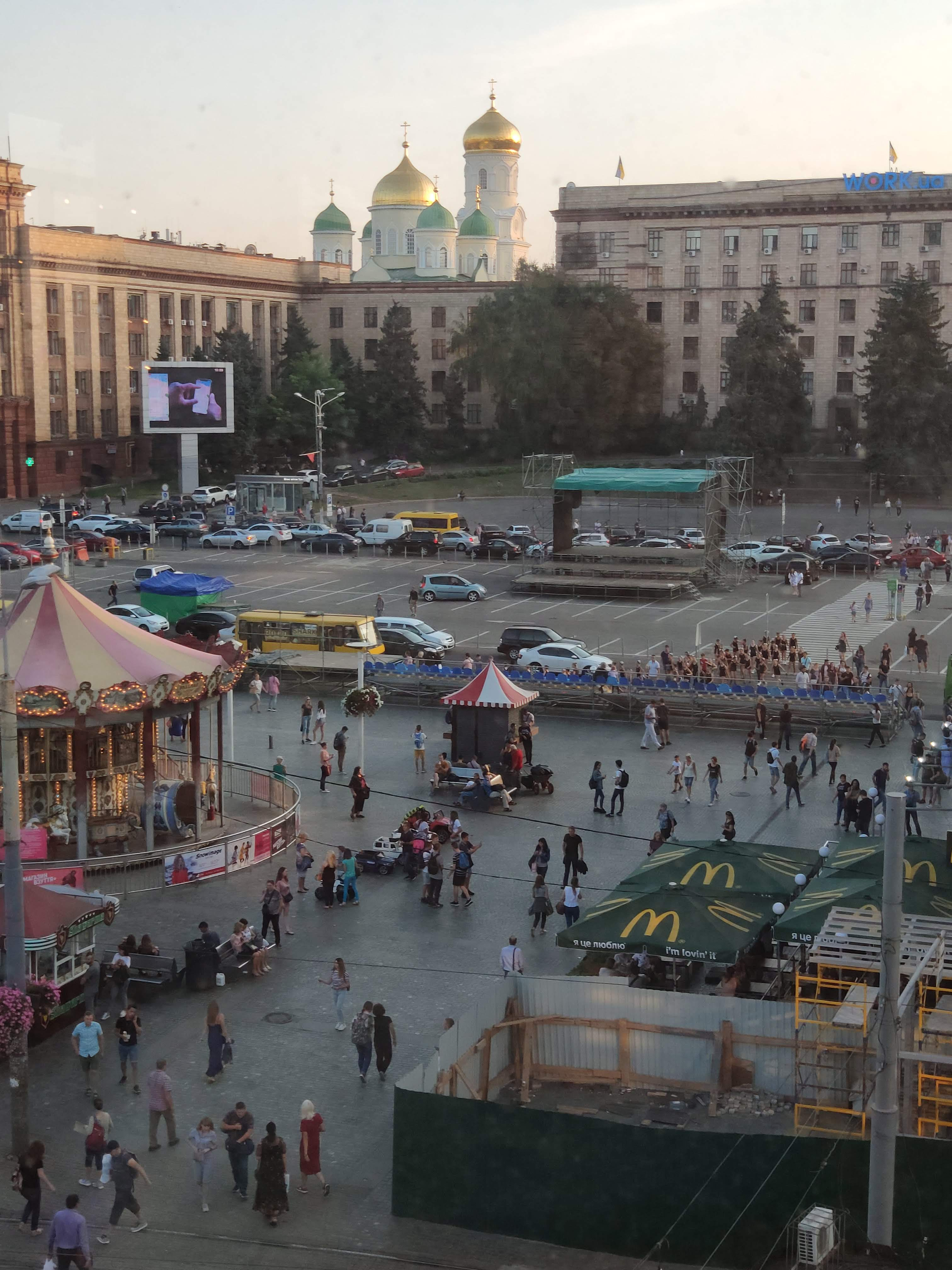
Площа Героїв Майдану